# 司前镇 (始兴县)
司前镇，是中华人民共和国广东省韶关市始兴县下辖的一个乡镇级行政单位。

## 行政区划
司前镇下辖以下地区：
司前镇社区、河口村、刘屋村、李屋村、江草村、温下村、月武村、黄沙村、矸呔村、车八岭村和河口林场生活区。